# 瓜馥木摺粉蝨
瓜馥木摺粉蝨（学名：Aleurotrachelus fissistigmae）为粉蝨科摺粉蝨屬下的一个种。